# Ignacy Kłopotowski
Ignacy Kłopotowski (20. července 1866, Korzeniówka – 7. září 1931, Varšava) byl polský římskokatolický kněz, zakladatel kongregace Sester Panny Marie z Loreta. Katolická církev jej uctívá jako blahoslaveného.

## Život
Narodil se dne 26. července 1866 ve vsi Korzeniówka rodičům Janu Kłopotowskému a Isabelle Dobrowolské. Pokřtěn byl následujícího 28. července.
Od roku 1877 se vzdělával na gymnáziu v Siedlcích. Roku 1883 zahájil na semináři v Lublinu svá kněžská studia a roku 1887 nastoupil na studium v římskokatolické teologické akademii v Petrohradě. Dne 5. července 1891 přijal z rukou lublinského biskupa Franciszka Jaczewského v katedrála sv. Jana Křtitele a Jana Evangelisty v Lublinu kněžské svěcení.
Po vysvěcení byl poslán do farnosti Obrácení sv. Pavla v Lubinu, kde se stal farním vikářem. Mezi lety 1892–1895 a 1906–1908 byl vikářem ve farnosti při katedrále sv. Jana Křtitele a Jana Evangelisty v Lublinu. Mezi tím byl mezi lety 1896–1908 rektorem kostela sv. Stanislava v Lublinu. V letech 1892–1908 také přednášel na lublinském teologickém semináři Písmo svaté, katechetiku, kázání, mravní teologii a kanonické právo.
Během jeho působení v Lublinu zde založil školu, středisko zaměstnanosti, řadu sirotčinců a domovů pro seniory a zároveň domov pro dívky, které propadly prostituci. Inicioval také zřízení sítě venkovských škol. V té době však musel čelit perzekuci ze strany ruských úřadů. Roku 1905 začal vydávat sérii týdeníků a měsíčníků známých jako „Polak-Katolik“, přestože nedostal ruský souhlas. O několik let později mu car Mikuláš II. vydáním dekretu umožnil volně publikovat. Roku 1908 přešel s povolením svých nadřízených pod jurisdikci varšavské arcidiecéze. Do Varšavy se také přestěhoval a roku 1919 byl jmenován farářem farnosti Naší Paní Loretánské v místní části Praga.

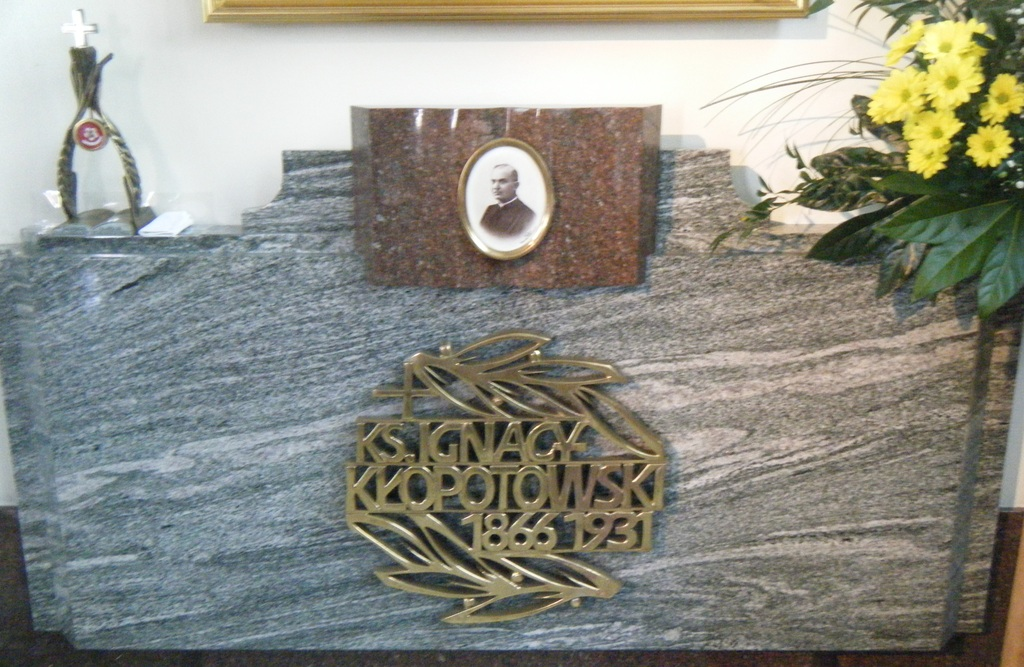
Jeho hrobka v kapli Panny Marie Loretánské ve Wyszkówě

Dne 31. července 1920 založil s pomocí apoštolského nuncia v Polsku Achille Rattiho, budoucího papeže Pia XI., ženskou řeholní kongregaci Sester Panny Marie z Loreta.
Zemřel dne 7. září 1931 ve Varšavě, kde byl pohřben na hřbitově Powązki. Dne 26. září 1932 byly jeho ostatky přeneseny na jiný hřbitov. Roku 2000 pak byly uloženy do kaple Panny Marie Loretánské, spravované jím založenou kongregací, v obci Wyszków.

## Úcta
Jeho beatifikační proces započal dne 22. června 1988, čímž obdržel titul služebník Boží. Dne 20. prosince 2004 jej papež sv. Jan Pavel II. podepsáním dekretu o jeho hrdinských ctnostech prohlásil za ctihodného. Dne 30. května 2005 byl uznán zázrak na jeho přímluvu, potřebný pro jeho blahořečení.
Blahořečen pak byl dne 19. června 2005 na Pilsudského náměstí ve Varšavě. Obřadu předsedal jménem papeže Benedikta XVI. kardinál Józef Glemp.
Jeho památka je připomínána 7. září. Bývá zobrazován v kněžském oděvu. Je patronem jím založené kongregace.